# Teletón 1985 (Chile)
La Teletón 1985 fue la sexta versión de la campaña solidaria realizada en Chile los días 6 y 7 de diciembre en el Teatro Casino Las Vegas. El lema de esta versión fue «El milagro de todos». El niño símbolo fue Víctor Muñoz.
Esta edición marca el retorno de la cruzada solidaria después de 3 años de ausencia. Se volvió a realizar en función de la creciente demanda de los 4 institutos de rehabilitación construidos hasta aquel momento. A pesar del terremoto que azotó a la zona central del país el 3 de marzo de ese año, la Teletón se realizó de igual modo y con un exitoso resultado: $ 305 223 402 (US$ 1 714 738) al cerrar las 27 horas de programa y una recaudación total de $ 368 495 845 (US$ 2 070 201).

## Antecedentes

### Campaña
Luego de la última edición en 1982 y un programa especial realizado el sábado 10 de diciembre de 1983, la Teletón anunció su regreso triunfal para el mes de agosto debido a las necesidades que enfrentaba la Sociedad Pro Ayuda al Niño Lisiado. Originalmente, su regreso se iba a materializar en 1984, sin embargo problemas de agenda de parte de Don Francisco y la situación político-social del país hicieron que este no se proyectara hacia el año siguiente. Además, la campaña ya se había expandido a nivel internacional con otros 6 países que venían realizándola desde 1980 más 4 en lista de espera para ese entonces.

### Reapertura del Ex-Teatro Casino Las Vegas
Para realizar el evento, se volvió a habilitar el Teatro Casino Las Vegas, el cual estaba cerrado debido a la quiebra del recinto tras los problemas económicos de su propietario (José "El Padrino" Aravena), en el que solo se volvió a abrir para la cruzada por parte del síndico de quiebras que lo administraba.
Para 1985 el recinto estaba completamente desmantelado, sin butacas ni griferías ni alcantarillado, por lo que hubo muchas empresas quienes colaboraron en la remodelación del lugar, incluyendo los mismos canales de televisión quienes pusieron las butacas, y la Sociedad Pro-Ayuda al Niño Lisiado, quienes llegaron a un acuerdo con los administradores temporales para que las mejoras sean valoradas una vez finalizada la Teletón.

### Himno
El himno se llamó, al igual que el eslogan, "El milagro de todos"; fue compuesto por el publicista argentino Marcelo López y Daniel Lencina con arreglos y dirección orquestal de Toly Ramírez e interpretado por Fernando Ubiergo con el apoyo de otros artistas, concebido como un llamado a la generosidad y la expresión solidaria del país. El videoclip elaborado en formato cinematográfico fue grabado el día 19 de octubre de 1985 en los estudios de Chilefilms y fue dirigido por el mismo López, en una jornada que duró hasta las cuatro de la madrugada del día siguiente.
La canción fue editada por el sello EMI Odeón que junto con la empresa Hercal donaron tres mil ediciones fonográficas (tanto en vinilo como en cassette) con sus respectivas carátulas, para que fuera emitida por las radioemisoras que existían en aquel entonces en todo el país. El material incluyó su respectiva versión instrumental con la participación especial del pianista argentino Raúl di Blasio.

## Participantes

### Cantantes
| Nacionales - Ginette Acevedo - Sonora Palacios - Antonio Prieto - Zalo Reyes - Miguel Piñera - Luis Dimas - Frecuencia Mod - Peter Rock - Andrea Tessa - Pachuco y la Cubanacán - Cristóbal - Claudia Muñoz - Alberto Plaza - Los Prisioneros - Sol y Medianoche - Irene Llano - Miguelo - Giolito y Su Combo - Patricio Renán - Sonora Palacios - Sergio Lillo - Jorge Rigó - Lucho Muñoz - Luz Eliana - Los Huasos Quincheros - José Alfredo Fuentes - Fernando Ubiergo (intérprete del himno oficial "El milagro de todos") - Luis Jara - Myriam Hernández - Juan Carlos Duque - Cecilia Echenique - Cecilia La Incomparable - Juan Antonio Labra - Los Jaivas - Marcelo Hernández - Don Francisco y Los Luceros del Bailongo | Internacionales - Nicola di Bari - Alejandro Jaén - Charytin Goyco - Bravo - Rubén Juárez - Hernaldo Zúñiga - Emilio José - Orlando Netti - G.I.T. - Alejandro Lerner - Juan Carlos Baglietto - Alcione - Leonardo Favio - Isadora - Roque Narvaja - Frank Victory - La Pequeña Compañía - Armando Manzanero - León Gieco - Gervasio - Crystal - Sandra Mihanovich - Manuela Bravo - Amanda Miguel - Firulete - Don Goyo - La Desideria - El Fatiga - Mandolino - Los Hermanos Campos - Mino Valdés y compañía - Los Eguiguren - Checho Hirane - Ruperto - Hugo Varela - Los Jaujarana - Jappening con Ja - Coco Legrand | - Maitén Montenegro, showoman - Enrique González, mago - Raúl di Blasio, pianista - Ballet Nacional - El mundo del Profesor Rossa - Cachureos - La mano mona de Monona - Clan Infantil - Pipiripao - Oreja, pestaña y ceja - Maggie Lay - Maripepa Nieto - Beatriz Alegret - Cristina Tocco |

## Transmisión
- UCV Televisión
- Televisión Nacional de Chile
- Canal 11 Universidad de Chile Televisión
- Canal 13 Universidad Católica de Chile Televisión
- Telenorte

## Auspiciadores
En esta versión fueron los 26 auspiciadores de la sexta campaña
- Aceite Cristal
- AFP Santa María
- Agua Mineral Cachantún
- Banco de Chile
- Cecinas La Preferida
- Chicles Dos en Uno
- Coca-Cola
- Cola Cao
- Combustibles Copec
- Fla-Vor-Aid
- Galletas Costa
- Savory
- Jabón Camay
- Johnson's Clothes
- Leche Soprole
- Nescafé
- Odontine
- Pastas Lucchetti
- Pilsener Dorada
- Pisco Control
- Productos Kodak
- Pre-Unic
- Quesos Dos Álamos
- Té Supremo
- Vinos Santa Carolina
- Yogur Soprole
- Zapatillas North Star

## Controversia
La gran polémica de aquel evento fue el hecho de que TVN censuró la actuación del grupo Los Prisioneros (grupo musical abiertamente opositor a la dictadura militar). A los pocos segundos de aparecer en el escenario cuando habían comenzado a interpretar «La voz de los '80», el canal estatal dio pase directamente a una tanda comercial, sin embargo en los restantes cuatro canales la actuación del grupo salió al aire. Años después, se descubrió que la actuación sí fue archivada en la videoteca del canal. El año 2023 a través de Rec TV se reemitió la Teletón de 1985.